# Digby Dragon
Digby Dragon est une série télévisée d'animation britannique en 52 épisodes de 11 minutes, produite par Blue-Zoo Productions, diffusée entre le 4 juillet et le 7 novembre 2016 sur Channel 5 et Nick Jr..
Cette série est inédite dans tous les pays francophones.

## Fiche technique
Sauf indication contraire, les informations mentionnées dans cette section peuvent être confirmées par la base de données cinématographiques IMDb,  présente dans la section « Liens externes ».
- Titre : Digby Dragon
- Création : Sally Hunter
- Réalisation : Adam Shaw et Aditya Guptya
- Scénario : Sally Hunter, Tim Bain, Simon A. Brown, Justin Trefgarne, Myles McLeod, Andrew Jones, Ciaran Murtagh, Francesca Adams et Steve Cannon
- Animation : Chris Drew et Zeina Masri
- Musique : David Schweitzer, Rich House et Doug Walker
- Production : Margo Marchant
- Sociétés de production : Blue-Zoo Productions et Nick Jr.
- Distribution : Aardman Animations
- Pays d'origine :  Royaume-Uni
- Langue originale : Anglais
- Genre : série d'animation, comédie
- Durée : 11 minutes

## Distribution

### Voix originales
- Clark Devlin : Digby Dragon
- Ainsley Howard : Fizzy Izzy
- Rasmus Hardiker : Chips
- Dustin Demri-Burns : Grumpy Goblin
- Lucy Montgomery : Grizel
- Mark Heap : Mungo
- Clive Russell : Albert
- Katie Zieff et Destiny Whitlock : voix additionnelles

## Épisodes
1. Le Jour du dragon (Dragon Day)
2. L'Île du dragon (Dragon Rock)
3. La Noisette de mer (Fishing Chips)
4. Le Petit Frère de Grognon (Grumpy's Little Brother)
5. Course à la confiture (Runaway Scottie)
6. Le Pommier de Pétille (Every Cloud Has a Grumpy Lining)
7. Coquins d'escargots ! (The Snail Trail)
8. Une bonne fée (A Good Fairy)
9. Qui suis-je ? (Digby No Dragon)
10. La Grande Chasse aux noisettes (The Great Nut Hunt)
11. Le Paquet de Digby (Picture This)
12. Les Feux d'artifice (Firework Night)
13. Le Monstre de boue (Mud Monster)
14. Les Couleurs volées (Stealing Colour)
15. Qui veut des ailes ? (Wings)
16. Une corde pour Bibou (Mungo's Rope Trick)
17. La Grande Course (The Great Race)
18. Double Dragon (Double Dragon)
19. Le Monstre de la nuit (Monster in the Dark)
20. Une si belle vue (Uphill)
21. Le Sort de disparition (The Disappearing Spell)
22. Le Super Vélo d'Archie (Archie's Superbike)
23. Une invitation enneigée (A Snowy Invitation)
24. Titre français inconnu (Applecrossmas)
25. Remue-ménage (Bristles)
26. Le Bâton de pin (Stickpine)
27. Le Magasin de Digby (Digby's Store)
28. Un tonneau de noisettes ! (The Nut Barrel)
29. Bibou à l'école de vol (Mungo's Flight School)
30. En pleine croissance (Growing Pains)
31. Potions et Champignons (Mushrooming Mushrooms)
32. Digby Détective (Detective Digby)
33. Le Club noisette (Nut Club)
34. Un planeur au pays des songes (Walking in a Sleepy Slumberland)
35. Noisettes et Magie (Nuts About Magic)
36. Dans le brouillard (Foggy Fracas)
37. Abraca-Dragon ! (Dragon Magic)
38. La Douceur du foyer (Home Sweet Home)
39. Le Toboggan dragon (Superfast Dragon Coaster)
40. Capitaine Belles-ailes (Wonder Wings)
41. Pas une seule goutte (Not a Drop to Drink)
42. La Baguette de Pétille (Fizzy's Wand)
43. Pris sur le vif ! (Caught on Camera)
44. Une nuit agitée ! (Wide Awake Over)
45. L'Ennemi à plumes (Cousin Dougie)
46. La Pierre d'échange (Swapping Stone)
47. L'Incroyable Invention de Grognon (Grumpy's Great Invention)
48. Le Jour des pom-aux-fous (Apple Fools Day)
49. Un examen pour Pétille (Spelling Test)
50. Agent Croquant (Safety Squirrel)
51. L'Étoile des souhaits (Star Whishes)
52. Les Jeux de Pomaufour (Applecross Games)